# Skin (série de televisão)
Skin foi uma série de televisão americana de drama. Ela estreou na FOX no dia 20 de outubro de 2003 e foram exibidos apenas três dos oitos episódios produzidos. Em 2005, a SOAPnet adquiriu o direitos de transmissão de todos os episódios e exibiu a série completa pela primeira vez.
No Brasil, foi apresentada pelo SBT e também pelo canal a cabo Warner Channel.

## Sinopse
A série mostrava um magnata judeu do mundo da pornografia chamado Larry Golman, que apesar de controlar toda a indústria pornográfica de Los Angeles, era um pai de personalidade muito agradável, dedicado e amoroso para sua filha de 16 anos de idade chamada Jewel, que ele tinha com sua esposa Bárbara.
Num outro ponto da cidade estava Michael Roam, um promotor católico do distrito de Los Angeles, que concorria a uma reeleição ao cargo e também se envolvia com a causa de diversos casos de desaparecimento de crianças, relacionadas com o mundo da pornografia, que começavam a dominar os noticiários.
Michael era casado com Laura Roam, uma juíza e tinham um filho de dezesseis anos chamado Adam, que acaba se envolvendo emocionalmente com Jewel Golman, dando início a uma série de conflitos entre as duas famílias.

## Elenco
Créditos do episódio piloto.
- Ron Silver como Larry Goldman.
- Kevin Anderson como Tom Roam
- Rachel Ticotin como Laura Roam
- Pamela Gidley como Barbara Goldman
- D.J. Cotrona como Adam Roam
- Olivia Wilde como Jewel Goldman
- D.W. Moffett como Skip Ziti

## Lista de episódios
| Número                                                                           | Título           | Diretor         | Roteirista                    | Data de exibição original | Código de produção | Telespectadores dos E.U.A (milhões) |
| -------------------------------------------------------------------------------- | ---------------- | --------------- | ----------------------------- | ------------------------- | ------------------ | ----------------------------------- |
| 1                                                                                | "Pilot"          | Russell Mulcahy | Jim Leonard                   | 20 de outubro de 2003     | 475205             | 6.5                                 |
| Nota: Este episódio foi ao ar no Canadá em 19 de outubro de 2003.                |                  |                 |                               |                           |                    |                                     |
| 2                                                                                | "Secrets & Lies" | Tucker Gates    | Jim Leonard & Natalie Chaidez | 27 de outubro de 2003     | 176301             | 5.1                                 |
| 3                                                                                | "Endorsement"    | Greg Yaitanes   | Jim Leonard & Natalie Chaidez | 3 de novembro de 2003     | 176302             | 4.0                                 |
| 4                                                                                | "Amber Synn"     | David Grossman  | Gina Fattore                  | 21 de maio de 2005        | 176303             | N/A                                 |
| Nota: Este episódio foi agendado para ir ao ar na FOX em 10 de novembro de 2003. |                  |                 |                               |                           |                    |                                     |
| 5                                                                                | "Fidelity"       | Bryan Spicer    | Ted Mann                      | 28 de maio de 2005        | 176304             | N/A                                 |
| Nota: Este episódio foi agendado para ir ao ar na FOX em 17 de novembro de 2003. |                  |                 |                               |                           |                    |                                     |
| 6                                                                                | "Blowback"       | Tucker Gates    | Zach Reiter                   | 4 de junho de 2005        | 176305             | N/A                                 |
| 7                                                                                | "Family Values"  | Terrence O'Hara | Tim Mason & Leo Geter         | 11 de junho de 2005       | 176306             | N/A                                 |
| 8                                                                                | "True Lies"      | Greg Yaitanes   | Gina Fattore & Ted Mann       | 18 de junho de 2005       | 176307             | N/A                                 |